# IC 2125
IC 2125 ist eine linsenförmige Galaxie vom Hubble-Typ S0 im Sternbild Lepus nördlich der Ekliptik. Sie schätzungsweise 401 Millionen Lichtjahre von der Milchstraße entfernt und hat einen Durchmesser von etwa 120.000 Lj.
Das Objekt wurde am 26. November 1897 von Lewis Swift entdeckt.